# Parque nacional de Øvre Anárjohka
El Parque nacional de Øvre Anárjohka (noruego: Øvre Anárjohka nasjonalpark, y sami septentrional, Anárjoga álbmotmeahcci) es un parque nacional que se encuentra en los municipios de Karasjok y Kautokeino en la provincia de Finnmark, en Noruega. El parque se inauguró en 1976 y tiene una superficie de 1409 kilómetros cuadrados. Limita con el Parque nacional de Lemmenjoki, en Finlandia. En 2009 se inició un proceso para ampliar el parque nacional en 624,6 km2 adicionales, sin embargo, fue cancelado en 2015 después de la oposición local. Øvre Anárjohka se encuentra en el interior de la meseta de Finnmarksvidda e incluye extensos bosques de abedules, pinares, pantanos y lagos.

## Fauna
Hay una rica vida animal dentro del parque. Los mamíferos más grandes son los alces, pero a menudo migran a áreas más boscosas fuera del parque durante el invierno. El parque cuenta con 12 unidades de pastoreo invernal para renos. En consecuencia, de noviembre a abril inclusive, los renos dominan por completo el parque. El oso pardo tiene sus guaridas de invierno dentro del parque nacional y los glotones solo lo visitan esporádicamente. El zorro rojo y el armiño son los más comunes de los depredadores más pequeños.
Muchos roedores pequeños se encuentran en el parque. Los lemmings, los topillos agrestes, los topillos nórdicos y la rata topera están más extendidos, pero su número varía mucho de un año a otro. Otro roedor, Myodes rutilus, una especie típica de Siberia, es un habitante característico del parque nacional. El área tiene una población estable de liebres y algunas especies de musarañas también están presentes.
El parque tiene muchas clases de peces. Son comunes el salmón, la trucha, el espinoso, los tímalos, el corégono blanco, el lucio europeo, la perca, la lota, y algunos ciprínidos. Entre los más raros, el género Salvelinus, que solo se encuentra en uno de los lagos.

## Nombre
El parque recibe el nombre del río Anárjohka, que empieza en el parque y fluye hacia el norte.  El nombre del río proviene del sami septentrional, donde johka significa "río".  El significado del primer elemento es desconocido (pero es también encontrado en el nombre del lago Inari, finlandés, que se traduce al sami como Anárjávri). La primera palabra øvre es de la lengua noruega y significa "superior", por ello el nombre significa "la parte superior del río Anárjohka".